# Portrét muže (autoportrét)
Portrét muže (autoportrét) je obraz Slovenské národní galerie (inv. č. O 88). Obraz je dnes nepříliš zřetelně signován a datován „Kupetzký [...] 1709“. Dlouho byl obraz považován za autorské dílo (jediné na Slovensku) Jana Kupeckého, ovšem stylově dosti ze souboru Kupeckého děl vyčníval, předpokládalo se, že podpis a datace není původní a chybná. Obraz měl vzniknout okolo roku 1700 (tedy v době Kupeckého italského období, o kterém není mnoho známo), přičemž se jednalo buď o portrét neznámého muže, s určitou opatrností se připouštělo, že by to mohl být Kupeckého autoportrét. Novou, nicméně vesměs dobře přijímanou, teorii představil Eduard Šafařík ve svém vyčerpávajícím díle o Janu Kupeckém. Šafařík zařadil tento portrét do kategorie Kupeckému mylně připisovaných obrazů, jeho vznik posunul k roku 1740 (1730) a popsal ho jako autoportrét Františka Antonína Palka.